# Bahnhofshotel (Querfurt)
Das Bahnhofshotel ist ein denkmalgeschütztes Hotel in der Stadt Querfurt in Sachsen-Anhalt. Im örtlichen Denkmalverzeichnis ist es unter der Erfassungsnummer 094 65611 als Baudenkmal verzeichnet.
Das so genannte „Bahnhofshotel“ unter der Adresse Döcklitzer Tor 45, gegenüber dem Bahnhof in Querfurt wurde 1873 als spätklassizistischer Bau errichtet. Es entstand bereits elf Jahre vor dem Bahnhof und ein Jahr vor dem Bau der Bahnstrecke. Seine Entstehung ist daher eher der 1872 errichteten Zuckerfabrik zuzuordnen. Bei seiner Errichtung befand sich das Gebäude, außerhalb der Stadtmauern, vor dem Döcklitzer Tor.